# Alessandro Marchesini
Alessandro Marchesini (30 de Abril de 1644 - 27 de Janeiro de 1738) foi um pintor italiano e comerciante de arte do período barroco e rococó, ativo no norte da Itália e em Veneza. Teve seu primeiro treinamento em Verona, com Biagio Falcieri e depois com Antonio Calza. Em seguida, mudou-se para Bolonha, a fim de trabalhar no estúdio de Carlo Cignani. Ele é descrito como um pintor famoso por suas alegorias com pequenas figuras. Ele pintou para a Igreja de San Silvestro, em Veneza e também a Igreja de San Stefano, em Verona. Entre seus pupilos está também o artista Carlo Salis.